# Dólar comercial
Dólar comercial é a cotação oficial do Dólar americano (US$) em relação ao Real brasileiro (R$), utilizada como referência para transações de importações e exportações de bens e serviços, além de operações financeiras entre empresas, bancos e o governo. Esta cotação é estabelecida pelo mercado e divulgada pelo Banco Central do Brasil, refletindo a dinâmica de oferta e demanda no câmbio flutuante.
A tabela a seguir apresenta a evolução histórica da cotação média anual do Dólar comercial no Brasil, com valores em Reais (R$) a partir de 1994, marco do Plano Real. Dados anteriores refletem moedas predecessoras, como o Cruzeiro Real (CR$).
| Ano        | Cotação (R$) | Variação               |
| ---------- | ------------ | ---------------------- |
| 1993 (CR$) | 326,09       | Moeda anterior ao Real |
| 1994       | 0,84         | -99,74%                |
| 1995       | 0,97         | 15,48%                 |
| 1996       | 1,03         | 6,19%                  |
| 1997       | 1,11         | 7,77%                  |
| 1998       | 1,20         | 8,11%                  |
| 1999       | 1,78         | 48,33%                 |
| 2000       | 1,95         | 9,55%                  |
| 2001       | 2,31         | 18,46%                 |
| 2002       | 3,53         | 52,81%                 |
| 2003       | 2,88         | -18,41%                |
| 2004       | 2,65         | -7,99%                 |
| 2005       | 2,32         | -12,45%                |
| 2006       | 2,13         | -8,19%                 |
| 2007       | 1,77         | -16,90%                |
| 2008       | 2,33         | 31,64%                 |
| 2009       | 1,74         | -25,32%                |
| 2010       | 1,66         | -4,60%                 |
| 2011       | 1,86         | 12,05%                 |
| 2012       | 2,04         | 9,68%                  |
| 2013       | 2,35         | 15,20%                 |
| 2014       | 2,65         | 12,77%                 |
| 2015       | 3,95         | 49,06%                 |
| 2016       | 3,25         | -17,72%                |
| 2017       | 3,31         | 1,85%                  |
| 2018       | 3,87         | 16,92%                 |
| 2019       | 4,00         | 3,36%                  |
| 2020       | 5,18         | 29,50%                 |
| 2021       | 5,57         | 7,53%                  |
| 2022       | 5,27         | -5,39%                 |
| 2023       | 4,85         | -7,97%                 |
| 2024       | 6,18         | 27,42%                 |
| 2025*      | 5,75         | -6,96%                 |

*Valor médio estimado até 29 de março de 2025, baseado em dados diários do Banco Central do Brasil e Wise. Sujeito a ajustes ao final do ano.